# Cacia (Portugal)
Pour les articles homonymes, voir Cacia (homonymie).
Cacia est une paroisse civile portugaise (en portugais : freguesia) de la municipalité d'Aveiro et du district du même nom.

## Géographie
Cacia est traversée d'est en ouest par la Vouga, qui se jette dans la Ria d'Aveiro à l'ouest de la paroisse.

## Démographie
Lors du recensement de 2021, Cacia compte 6 830 habitants.